# Tommaso Vailatti
Tommaso Vailatti (Venaria Reale, Italia, 2 de enero de 1986) es un futbolista italiano de origen sinti. Juega de centrocampista y su equipo actual es el Ternana Calcio.

## Clubes
| Club           | País   | Año           |
| -------------- | ------ | ------------- |
| Torino F. C.   | Italia | 2004 - 2006   |
| Vicenza Calcio | Italia | 2006 - 2007   |
| Torino F. C.   | Italia | 2007 - 2008   |
| Livorno Calcio | Italia | 2008          |
| Torino F. C.   | Italia | 2008-2010     |
| Ternana Calcio | Italia | 2010-presente |